# Тайм (Львів)
«Тайм» — український футзальний клуб зі Львова. Створений у 2000 році. Чемпіон України 2009 та 2010 рр. Кольори клубу: червоно-чорно-білі.

## Історія
Футзальна команда "ТАЙМ" створена 2000-го року на базі ТзОВ "Тайм". Свій шлях до вищої ліги українського футзалу колектив розпочав з самих низів, заявившись на чемпіонат міста Львова серед любительських команд.
Відчувши смак турнірних баталій, "таймівці" пішли далі. У сезоні 2002-2003 років львівська команда взяла участь у змаганнях західної зони другої ліги, де посіла друге місце і, таким чином, виборола право виступати у першій лізі. Наступного сезону львів'яни так само успішно зуміли проявити себе вже класом вище - після аналогічного успіху в першій лізі "Тайм" вирішив спробувати сили у вищому дивізіоні українського футзалу.
Сезон 2004-2005 років став дебютом для "Тайму" у вищій лізі. Розпочавши не зовсім вдало, згодом львівські футзалісти набрали обертів і здобули кілька важливих перемог та взагалі пам'ятних матчів.. У результаті таймівці посіли 13-те місце у дебютному сезоні в еліті.
У сезоні 2005-2006 років "Тайм" посів 6-те місце.
У сезоні 2006-2007 років у регулярному чемпіонаті команді забракло лише декілька очок, щоб потрапити у чільну шістку, яка вела боротьбу за медалі, а у Кубку України, суперники-земляки (з МФК 'ТВД"), лише за рахунок більшої кількості забитих м'ячів на чужому майданчику не пустили команду "Тайм" у фінал.
У сезоні 2007-2008 років команда до останнього туру боролась за потрапляння у трійку призерів, але по результатам чемпіонату фінішувала на високому 5-у місці.
За 4-й сезони виступів у вищій лізі чемпіонату України команда "Тайм" провела 114 ігор, з яких у 47 отримала перемоги, у 50 програла та 17 матчів звела до нічиїх (м'ячі 324-342). За цей період найкращим бомбардиром став Андрій Ткачук (51 гол). У кубку України команда провела 23 матчі (13 виграшів, З нічиї, 7 поразок, м'ячі 83-60).
Взагалі ж, команда є дворазовим переможцем традиційного кубка ТзОВ "Тайм". Окрім того, у "таймівців" є декілька трофеїв у престижному турнірі на "Кубок Галичини", який має статус міжнародного і в якому традиційно беруть участь колективи вищої, першої та другої українських футзальних ліг. У серпні 2007-го року команда "Тайм" виборола перше місце у цьому турнірі.
У серпні 2006 року "Тайм" вийшов у півфінал міжнародного турніру "Кубок Визволення" у м. Харкові. У наступному році лише у фіналі у запеклій боротьбі поступився супернику, а у 2008-у році у фіналі поступився супернику лише у серії післяматчевих пенальті.
В сезоні 2008-2009 років "Тайм" став чемпіоном України. 25 серпня 2009 року команда Станіслава Гончаренка виборола Суперкубок України.
В розіграші Кубка УЄФА "Тайм" дійшов до стадії елітного раунду. Путівкою у Фінал чотирьох галичани поступилися лише знаменитому іспанському "Інтер Мовістар".
21 лютого 2010 року "Тайм" виборов Кубок України. 
У травні 2010 року "Тайм" вдруге поспіль виборов золото чемпіонату України.
Посеред сезону 2010-2011 рр. команда припинила своє існування через фінансові проблеми.

## Відомі гравці
- Назар Яцишин
- Юрій Цибик
- Сергій Шафранський

## Титули та досягнення
- Чемпіон України (2): 2009, 2010
- Володар Кубка України 2010
- Володар Суперкубка України: 2009
- Переможець турніру «Beskidy Futsal Cup» (Бельсько-Бяла, Польща): 2009
- Переможець турніру «Green Ball Cup» (Тепліце, Чехія): 2009